# Lorryia penicillata
Lorryia penicillata är en spindeldjursart som först beskrevs av Momen och Lundqvist 1996.  Lorryia penicillata ingår i släktet Lorryia, och familjen Tydeidae. Arten är reproducerande i Sverige.